# كوبيسك
كوبيسك (بالروسية: Копейск) هي إحدى مدن روسيا في الكيان الفدرالي الروسي تشيليابنسك أوبلاست.

## أعلام
- فاليري هارتونغ
- سيرغي أوشاكوف
- سيرغي كوفاليف